# Beyeria cinerea
Beyeria cinerea är en törelväxtart som först beskrevs av Johannes Müller Argoviensis, och fick sitt nu gällande namn av Henri Ernest Baillon. Beyeria cinerea ingår i släktet Beyeria och familjen törelväxter.

## Underarter
Arten delas in i följande underarter:
- B. c. borealis
- B. c. cinerea